# Oberhausen (Dießen am Ammersee)
Oberhausen ist ein Ortsteil des Marktes Dießen am Ammersee im oberbayerischen Landkreis Landsberg am Lech. 

## Geografie
Der Weiler Oberhausen liegt circa zwei Kilometer westlich von Dettenschwang am Oberhauser Weiher. Dieser speist auch den durch den Weiler fließenden Hauser Bach.

## Geschichte
Nördlich des Weilers befindet sich ein gut erhaltenes Hügelgrab aus vorgeschichtlicher Zeit.
Erstmals genannt wird Oberhausen schließlich 1224 als Husen.
Der Weiler bestand zunächst aus zwei Halbhöfen, später wurden noch eine Mühle und ein Gastwirtschaft erbaut. Für den Betrieb der Mühle wurde der Oberhauser Weiher künstlich aufgestaut.
Oberhausen gehörte bis zum 31. Dezember 1971 zur ehemals selbstständigen Gemeinde Dettenschwang und wurde gemeinsam mit dieser am 1. Januar 1972 nach Dießen am Ammersee eingemeindet.

## Oberhauser Weiher
Direkt südlich an den Weiler angrenzend befindet sich der Oberhauser Weiher (668 m). Der Weiher ist etwa 300 m lang und 400 m breit, seine Fläche beträgt 8,5 Hektar. Abfluss ist der Hauser Bach, ein Zufluss der Windach.